# Покровский район (Оренбургская область)
Покровский район — административно-территориальная единица в составе Оренбургской и Оренбургско-Тургайской губерний, Средневолжской области, Средневолжского края, Оренбургской и Чкаловской областей, существовавшая в 1920—1922 и 1927—1959 годах. Административный центр — село Покровка.
Впервые Покровский район был образован 25 марта 1920 года в составе Оренбургской губернии. В июле—декабре 1920 года входил в состав Оренбургско-Тургайской губернии. 15 февраля 1922 года Покровский район был упразднён, а его территория передана в Оренбургский район.
Вторично Покровский район был образован 1 августа 1927 года в составе Оренбургской губернии. В 1928 году Оренбургская губерния была упразднена и район вошёл в состав Оренбургского округа Средневолжской области (с 1929 — края). 7 декабря 1934 года район вошёл в состав новообразованной Оренбургской (в 1938—1957 — Чкаловской) области. 1 сентября 1938 года к Покровскому району была присоединена часть территории упразднённого Кичкасского района.
По данным 1945 года включал 13 сельсоветов: Ахмеровский, Девятаевский, Кинделинский, Кувайский, Кулагинский, Мрясовский, Ново-Михайловский, Платовский, Покровский, Преторийский, Рыбкинский, Судьбодаровский и Черепановский.
3 апреля 1959 года Покровский район был упразднён, а его территория передана в Новосергиевский район.